# Divisione No. 21 (Manitoba)
La Divisione No. 21, o Flin Flon-Northwest è una divisione censuaria del Manitoba, Canada di 21.606 abitanti.

## Comunità
- Flin Flon, city
- Cranberry Portage, villaggio
- Grand Rapids, town
- Kelsey, R.M. (municipalità rurale)
- Snow Lake, town
- The Pas, town

### Prime nazioni indiane
- Chemawawin
- Grand Rapids
- Moose Lake
- Opaskwayak Cree Nation
  - Opaskwayak Cree Nation 21A
  - Opaskwayak Cree Nation 21B
  - Opaskwayak Cree Nation 21C
  - Opaskwayak Cree Nation 21E
  - Opaskwayak Cree Nation 21